# Bjeloši
Bjeloši (en serbe cyrillique : Бјелоши) est un village du sud du Monténégro, dans la municipalité de Cetinje.

## Démographie

### Évolution historique de la population
| 1948 | 1953 | 1961 | 1971 | 1981 | 1991 | 2003 |
| ---- | ---- | ---- | ---- | ---- | ---- | ---- |
| 225  | 258  | 230  | 208  | 151  | 104  | 86   |